# شمو كواي
شمو كواي (بالإنجليزية: Shamo Quaye)‏ هو لاعب كرة قدم غاني في مركز الوسط، ولد في 22 أكتوبر 1971 في تيما في غانا، وتوفي بنفس المكان في 30 نوفمبر 1997. شارك مع منتخب غانا لكرة القدم. أما مع النوادي، فقد لعب مع نادي القادسية ونادي القادسية وهارتس أوف أوك.

## وصلات خارجية
- شمو كواي على موقع الاتحاد الدولي (مؤرشف)  (الإنجليزية)
- شمو كواي على موقع قاعدة بيانات كرة القدم.إي يو (الإنجليزية)
- شمو كواي على موقع بيانات كرة القدم. دي إي (الألمانية)
- شمو كواي على موقع ناشيونال فوتبول تيمز (الإنجليزية)
- شمو كواي على موقع عالم كرة القدم.نت (الإنجليزية)
- شمو كواي على موقع اللجنة الأولمبية الدولية (الإنجليزية)
- شمو كواي على موقع أوليمبيديا (الإنجليزية)